# 大三
大三株式会社（だいさん）は高知県香南市赤岡町に本社を置く、綿を主原料とする衛生用品の製造販売をおこなう企業である。1920年創業。

## 概要
1920年（大正9年）に高知で綿の製造をおこなう「大三製綿所」として創業される。明治期から大正期にかけて、時の内閣総理大臣であった桂太郎の「ニコポン主義」にあやかり、1929年（昭和4年）に同社製造の綿を「ニコホン綿」として商標を登録する。
戦後は脱脂綿を軸に綿棒・カラーパフ・フィルターパック・ガーゼ・マスク・ウェットティッシュー・大人用紙おむつなどの製品を製造販売している。
2000年（平成12年）に白元へ株式譲渡したのを機に同社のグループ傘下に入る。
2010年（平成22年）には、丸三産業と業務提携を行い、2014年（平成26年）に白元が経営破綻した後に、丸三産業の子会社となる。

## 沿革
- 1965年（昭和40年）
  - 3月16日 - 大三綿業株式会社として高知県土佐市高岡町丙196番地に資本金4,000万円で設立。
  - 4月28日 - 本店を高知市縄手町48番地に移転｡
- 1970年（昭和45年）9月8日 - 商号を大三株式会社に変更。
- 1977年（昭和52年）4月1日 - 資本金を4,500万円に増資。
- 1994年（平成6年）2月16日 - 株式会社旭光を合併。資本金を7,780万円に増資。
- 2000年（平成12年）12月1日 - 大三合資会社を合併。資本金を1億840万円に増資。
- 2001年（平成13年）1月26日 - 資本金を4,800万円に減資。
- 2006年（平成18年）4月1日 - 本店を高知県香南市赤岡町2258番地3に移転。

## ホーロー看板
同社が製造していたニコホン綿は、西日本各地でホーロー看板として各地方の建物に貼られ、現在でも多くのところで見られる。ただ同社が高知県の企業であるため故か、東日本では全くと言っていいほど見ることはできない。